# Levante mediterráneo
El término Levante o, más específicamente, Levante mediterráneo alude históricamente a una gran zona de Oriente Próximo, situada al sur de los montes Tauro, limitada por el mar Mediterráneo al oeste, el desierto árabe al sur y Mesopotamia al este. No incluye las montañas del Cáucaso ni parte alguna de la península árabe o Anatolia, aunque ocasionalmente se incluye Cilicia.[cita requerida] La península del Sinaí también se incluye, pero como área marginal, como puente entre el Levante y el norte de Egipto. Ocasionalmente, los pueblos levantinos dominaron la región situada entre el Sinaí y el río Nilo, pero esa región se excluye del Levante geográfico.
Ha sido una zona comercial por excelencia, con distintas rutas comerciales uniendo la costa y Egipto con los países del Oriente Medio, lo que también ha provocado que fuese durante siglos el escenario de distintos conflictos bélicos entre los pueblos que intentaban mantener el control del lucrativo comercio que discurría por la zona.
El Levante es también el nombre de la cuenca oriental del mar Mediterráneo (mar Levantino). Sus fosas descienden hasta cerca de 3300 m (cerca de la isla de Creta). También ha sido un paso comercial importante, puesto que está en el cruce de varias vías de comunicación míticas: las antiguas de los fenicios, ruta de la seda, ruta marítima al Extremo Oriente por el canal de Suez, etc. Está limitado por Turquía, Chipre, Israel, Líbano, Siria y Egipto.

## Etimología
El término Levante, del latín levare, comenzó a utilizarse con el sentido de al este de Italia alrededor de 1497, y hasta el siglo XIX incorporaba todas las regiones bajo el Imperio otomano, incluida Grecia.[cita requerida]
Cuando el Reino Unido asumió el control de Palestina tras la Primera Guerra Mundial, los gobernadores adoptaron el término, y los mandatos franceses en Siria y Líbano desde 1920 a 1946 fueron llamados los estados de Levante. El término llegó a ser común entre los arqueólogos de la época para referirse a muchas excavaciones, por ejemplo Ebla, Qadesh y Ugarit. Puesto que estos sitios no se podían clasificar como mesopotámicos, norteafricanos o árabes, comenzaron a ser llamados levantinos.[cita requerida] El término Levante es utilizado hasta hoy por los arqueólogos y los historiadores para referirse a la prehistoria y a la historia antigua y medieval de la región.
El término también se emplea en ocasiones para referirse a los países y territorios que conforman la costa oriental del mar Mediterráneo, a saber, a Israel, Líbano, Palestina, Siria y la provincia turca de Hatay, además de Jordania y, en ocasiones, Chipre y una reducida franja costera de la península del Sinaí. De este modo se distingue claramente de la más amplia definición de Oriente Próximo, sobre todo al tratarse de acontecimientos modernos o contemporáneos, a la gente y a los Estados de la misma región.

## Geografía
Abarca principalmente los países de Israel, Jordania, Líbano, Siria, y  Palestina. En la zona convergen tres placas tectónicas importantes: africana, eurasiática y árabiga. Los límites entre las placas tectónicas siguen la línea Azores, Gibraltar, África del norte, mar Rojo, e Irán. La placa árabe se está moviendo hacia el norte contra la placa de Anatolia (Turquía) en la falla del este de Anatolia, y el límite entre la placa egea y la Anatolia del este es activo sismicamente.

### Clima
Los países del Levante son sobre todo áridos o semiáridos, sometidos a frecuentes sequías; no obstante, existen extensiones de bosques y valles fértiles. La región abunda en prados, dehesas, zonas desérticas y montañas. La escasez de agua es un problema en muchas partes, con una demanda de agua potable en aumento debido a que las poblaciones están en continuo crecimiento mientras que la salinización y la contaminación amenazan los ríos. La mayor fuente de agua es el mar de Galilea, desde el que se lleva agua para regar amplias zonas, como el desierto del Néguev. En Libia se ha realizado una gran obra de ingeniería, el Gran Río Artificial, que lleva agua por medio de acueductos hasta las ciudades, desde acuíferos originados en la última glaciación, desgraciadamente no renovables. El riego por inundación de surcos o por aspersión se utiliza extensivamente, cubriendo casi el total de terrenos destinados a la agricultura.
Las temperaturas oscilan entre −10 °C y 25 °C en enero, y entre 20 °C y más de 35 °C en julio. Las temperaturas anuales en la mayoría de la región no han sufrido casi ningún cambio durante el período 1901-1996, pero se prevé un aumento de 1 o 2 °C hacia el año 2030.

## Historia

### Edad de Piedra
El hombre moderno, Homo sapiens, habitó en la zona del Monte Carmelo en el Paleolítico Medio, hacia el 90 000 a. C., pero luego fue sustituido por el Neanderthal, del que se han encontrado restos del 60 000 a. C. en Amud (Israel). Probablemente, H. sapiens regresó a África por un enfriamiento del clima.

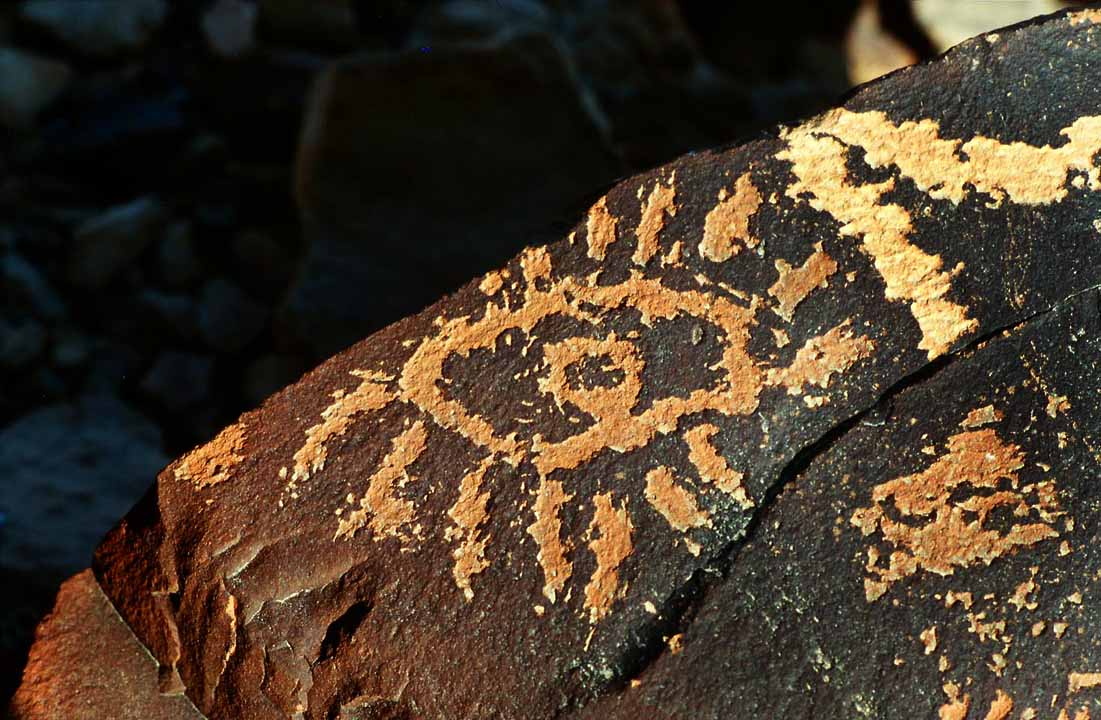
Petroglifo, en el Negev.

Pruebas de una segunda migración desde África se han encontrado en el nivel XXV de Ksar Akil, correspondiente al 52 000-50 000 a. C. Demuestra una cultura semejante a la cultura Badishan de Persia y a la Sebilian I de Egipto (c. 50 000 a. C.).
Se fija así la fecha en que el Homo sapiens sustituyó definitivamente al de Neanderthal, pasando del periodo Musteriense (Paleolítico Medio) al Auriñaciense (Paleolítico Superior), que duró del 40 000 al 24 000 a. C.: la cultura Ahmarian.
Después de la última glaciación, aparece una nueva cultura epipaleolítica, que se extiende entre el 18 000 y 10 500 a. C., llamada Kebariense, que utiliza microlitos, arco y flechas y piedras de moler que demuestran la cosecha de granos silvestres, que pudo evolucionar desde la cultura de Halfan (Egipto, 24 000-17 000 a. C.). Algunos lingüistas ven en este periodo la llegada del idioma nostrático al Oriente Medio.

Ámbito de la cultura de Natufiense

La cultura Kebariense prosperó, y dio lugar más tarde a la Natufiense, (10 500-8500 a. C.), que se extendió por toda la región levantina. Esta gente inició los primeros establecimientos sedentarios, y se ayudaba de la pesca y de la cosecha de granos silvestres, abundantes en la región en aquella época. La cultura Natufiense también muestra la domesticación temprana del perro, y la ayuda de este animal en la caza y la guarda de establecimientos humanos pudo haber contribuido a su prosperidad. En el norte de Siria y en la región del este de Anatolia, en Cayonu y Mureyabet, la cultura Natufiense se convirtió en la primera completamente agrícola a partir de granos salvajes, y más adelante domesticó cabras y ovejas, sistemas copiados de la cultura de Zarzian (norte de Irak e Irán), evolucionada también desde la Kebariense.
En 8500-7500 a. C., la cultura neolítica de la precerámica A (PPNA), evolucionó en Canaan meridional desde la anterior Natufiense, con sus habitantes morando en casas redondas y construyendo el primer sitio defensivo en Jericó (que tenía un valioso depósito de agua dulce). Fue sustituida en 7500 a. C. por la precerámica B (PPNB), en la que se usan viviendas cuadradas, y que proviene del norte de Siria y del valle del Éufrates.
En este mismo periodo, se asentó en el Sinaí otro grupo de cazadores- recolectores que mostraba muchas afinidades con las culturas de Egipto, sobre todo con la técnica lítica de Outacha. La cultura de Harifian parece haber adoptado el uso de la cerámica de las egipcias de Isnan y Helwan (9000-4500 a. C.), junto con elementos de la cultura PPNB en la crisis climática de 6000 a. C., lo que Juris Yarins llama el technocomplex pastoral sirio-árabe, que vio la propagación de los primeros pastores nómadas en el Cercano Oriente, creciendo a lo largo de la costa del mar Rojo y mezclándose con las culturas árabes, para evolucionar hacia un pastoreo neolítico y extendiéndose hacia el norte y el este, hasta Martu (Amurru) en la orilla occidental del Éufrates y Acad, en la baja Mesopotamia.
En el valle de Amuq de Siria, la cultura PPNB se mantuvo influenciando desarrollos culturales posteriores en su frontera sur. Los elementos nómadas fundidos con PPNB para formar la cultura de Minhata y la de Yarmoukian dieron lugar al desarrollo de la cultura clásica mediterránea, mezclada con la agricultura, que a partir del 5600 a. C. se asoció con la cultura Ghassulian de la región, la primera cultura calcolítica del Levante.

### Edad del Bronce

Culturas mesopotámicas hacia el 5600 a. C.

Las primeras ciudades comenzaron a crecer en el sur de Mesopotamia durante el cuarto milenio a. C. Fue en estas ciudades donde los lazos de la religión comenzaron a sustituir a los del parentesco como base de la sociedad. Durante el apogeo de Uruk, los colonos y los comerciantes del Irak meridional se establecieron en los más importantes asentamientos del norte de Levante. En Sumeria, en el sur de Irak, cada ciudad tenía un dios como patrón, que era adorado en un templo central llamado zigurat, y era gobernada por un rey sacerdote (ishaku). La sociedad se dividió en clases y se especializó y capacitó para realizar proyectos coordinados, como la irrigación o la guerra.
Con las ciudades llegaron los avances en tecnología. En el siglo XXXI a. C., la escritura, la rueda y otros habían aparecido ya. Por entonces los pueblos sumerios del sur de Mesopotamia estaban organizados en ciudades estado, como Ur y Uruk, que en el siglo XXVI a. C. habían comenzado a mezclarse en unidades políticas mayores. Al admitir a los dioses de los pueblos conquistados, la religión fue haciéndose cada vez más politeísta y el estado cada vez más laico. El título de Lugal, hombre extraordinario, aparece al lado de los anteriores calificativos religiosos de los reyes, aunque su deber primario sigue siendo la adoración de los dioses del estado.

Imperio acadio, año 2300 a. C.

Este proceso llegó a su conclusión natural con el desarrollo de los primeros imperios alrededor del siglo XXIV a. C.; Sargón de Acad y sus sucesores dominaron la región y establecieron la hegemonía sobre los sumerios, extendiendo el control sobre Siria, hasta la costa. Los archivos encontrados en Ebla mencionan las ciudades de Hazor y Jerusalén entre otros lugares. Durante este tiempo continuó entendiéndose la cultura de Khirbet Kerak, mostrando afinidades con los pueblos caucásicos y los hurritas. Durante los siglos XXII y XXI a. C., florecieron los imperios de Ur y paleobabilónico, ninguno de los cuales se extendió por el Levante. En este tiempo el reino de Yamkhad junto al Éufrates, y de Qatna en el Orontes, era las ciudades estados importantes de la región siria.
Paralelamente, durante el siglo XXXII a. C., el progreso avanzaba en el Egipto que se había unificado, y en el valle del Indo. Todas estas civilizaciones se dieron en valles fértiles donde la agricultura es relativamente fácil por la irrigación conseguida por medio de presas que controlen las inundaciones.
Este panorama comenzó a cambiar al final del tercer milenio, cuando algunas ciudades crecieron separadas por las montañas: los asirios, al norte de Mesopotamia, los cananeos en Canaán, los minoicos en Creta, y los hititas en el este de Anatolia. Al mismo tiempo se dieron diversas migraciones, como las de los hititas, aqueos e hicsos.

Levante entre el 1560 y el 1300 a. C.: en verde, el Antiguo Egipto; en rojo oscuro, el Imperio hitita a principios del período; y, más claro, a finales.

Estos grupos están asociados al carro de guerra y al idioma indoeuropeo. Los caballos y los carros requieren mucho tiempo para su cuidado, así que su uso fue confiado principalmente a un pequeño grupo, la nobleza. Estas sociedades están reflejadas en la Ilíada y el Rāmāyana.
Durante los siglos XVII y siglo XVI a. C., las ciudades más antiguas habían cambiado: Babilonia fue conquistada por los casitas, y la civilización del valle del Indo fue aniquilada por los indo-arios. Sus parientes, los mitanos, conquistaron Asiria y amenazaron al Imperio hitita, siendo expulsados por ambos en el siglo XIV a. C. En Grecia se desarrollaron varios reinos aqueos, el más notable Micenas, que en el siglo XV a. C. dominaban todas las ciudades minóicas. El pueblo semita de los hicsos utilizó las nuevas tecnologías para invadir el Bajo Egipto, manteniéndose en el poder durante 300 años.
En el siglo XIII a. C., todos estos imperios se derrumbaron repentinamente, todas las ciudades del este mediterráneo fueron saqueadas en el lapso de pocas décadas. Desaparecieron los reinos aqueos, y el imperio hitita fue destruido. Egipto consiguió expulsar a sus invasores con un gran esfuerzo, tras lo que su territorio se redujo durante más de un siglo y la autoridad real se debilitó permanentemente. Solamente Asiria escapó sin daño significativo.

### Edad del Hierro

Levante en el año 900 a. C.

La destrucción del final de la edad de bronce dejó un número de reinos y de ciudades estados minúsculos detrás. Seguía habiendo algunos centros hititas en el norte de Siria, junto con algunos puertos fenicios en Canaán, que escaparon a la destrucción y se convirtieron en grandes potencias comerciales. En el siglo XII a. C., la mayoría del interior, así como Babilonia, estaba ocupado por los arameos, mientras que el litoral cayó en manos de los filisteos. A finales del X y principios del XI a. C., los hebreos conquistaron Canaán y se unieron bajo un solo rey.
En este período, lo más notable fue el descubrimiento del hierro y el alfabeto fenicio, desarrollado por los fenicios o cananeos hacia el siglo XVI a. C. También en esta época surgió la primera gran religión monoteísta, el judaísmo.
Durante el siglo IX a. C., los asirios comenzaron a reafirmarse contra las incursiones de los arameos, y desarrollaron durante los siglos siguientes un imperio de gran alcance y bien organizado. Sus ejércitos fueron los primeros en utilizar la caballería, que tomó el lugar de los carros, y tenían reputación de valientes y fieros.
En su época los asirios dominaron todo Siria, Israel, Egipto, y Babilonia. Sin embargo, el imperio comenzó a derrumbarse hacia el final del siglo VII a. C. y fue eliminado por la alianza entre un nuevo reino de Babilonia y los medos.
El equilibrio subsecuente de poderes fue de breve duración. En el año 550 a. C. los persas se rebelaron contra los medos y conquistaron su imperio, y en fechas posteriores hicieron lo mismo con los reinos de Lidia (Anatolia), Babilonia, y Egipto, así como con la meseta iraní hasta casi la India. Este reino estaba dividido en varias satrapías y gobernado según el modelo asirio. En este tiempo el zoroastrismo se convirtió en la religión predominante en Persia.

### Imperios clásicos
A partir del siglo V a. C., los persas hicieron varias tentativas fracasadas de conquistar Grecia. Allí la civilización había evolucionado desde que el final de la edad de bronce de forma diferente al Oriente Medio, manteniéndose las pequeñas ciudades estados protegidas por milicias ciudadanas. No obstante, se aliaron y probaron su capacidad de triunfar sobre grandes ejércitos.
En el siglo IV a. C., el poder de Persia había declinado. Las campañas de Jenofonte ilustran cuan vulnerable se había convertido para llegar a ser atacada por un ejército griego; las ciudades griegas se habían debilitado irremediablemente por sus luchas internas, y en el 338 a. C. Macedonia conquistó Grecia, y con Alejandro Magno se volvió hacia Asia y conquistó Persia en poco más que una década.
Alejandro no vivió lo suficiente para consolidar su reino, y a su muerte (323 a. C.) fue dividido por sus generales. Los antígonos se estableció en Macedonia, los ptolomeos en Egipto, y varios pequeños principados aparecieron en el norte de Anatolia. La mayor parte de oriente fue a manos de los seléucidas. Este período vio grandes descubrimientos en matemáticas, ciencia, arquitectura, y algunas de las ciudades fundadas por los griegos en el este se convirtieron en grandes metrópolis.

Provincia romana,.

Los seléucidas adoptaron una postura prooccidental que molestó a los sátrapas y a los griegos que habían emigrado al este. Durante el siglo II a. C., la cultura griega perdió terreno y el imperio comenzó a romperse. La provincia de Bactria se rebeló, y el Imperio parto se vio invadido por nómadas parnos. En 141 a. C. los parnos se habían establecido como imperio, siguiendo el modelo seléucida, y había conquistado todo Irán y Mesopotamia. El reino seleucida continuó declinando y el resto de sus provincias fueron anexionadas por el Imperio romano en 64 a. C. así como las provincias de Judea y Siria.
La nobleza parta reaccionó contra la cada vez mayor influencia romana en el cambio de milenio. Durante el siguiente siglo, hubo una expansión de su cultura junto con una pérdida de la autoridad central. En 114 el emperador Trajano ocupó temporalmente Mesopotamia, y hacia el final del gobierno de Adriano los dos poderes estaban en hostilidades casi constantes. Mesopotamia fue ocupada otra vez, pero los partos se recuperaron y conquistaron las provincias romanas. Poco después, Persia se sublevó y derrotó al último emperador parto en 224.
La nueva dinastía persa, la sasánida, restauró la autoridad central. En este período el zoroastrismo se convirtió en una religión organizada muy unida a los dirigentes del nuevo estado. Las varias sectas del cristianismo también se diseminaron a través de Irán, y el maniqueísmo se desarrolló a partir de ambas religiones; fue tolerado inicialmente, pero perseguido más adelante.

Levante en el año 400

Los conflictos con Roma, y después con el Imperio bizantino, continuaron de forma intermitentemente.
En el año 391, comenzó la era bizantina, con la división permanente del imperio romano en dos, oriental y occidental. Constantino I ocupó la región. El Imperio romano de Occidente cayó en el año 476; el oriental se mantuvo hasta 1453 con la caída de Constantinopla.
El imperio bizantino alcanzó su punto más bajo durante el reinado de Focas, con los sasánidas ocupando el conjunto del mediterráneo oriental. En 610, Heraclio tomó el trono de Constantinopla y comenzó un contraataque, expulsando a los persas e invadiendo Media y Asiria. Incapaz parar su avance, Cosroes II fue asesinado y el imperio de sasánida cayó en la anarquía. Debilitados por sus peleas, ninguno de los dos imperios estaba preparado para ocuparse de la invasión de los árabes, unificados bajo la bandera del Islam e impacientes por predicar su fe. El control bizantino sobre Israel, Judá y otras partes del Levante duró hasta el 636, cuando se convirtieron en parte del Califato. En el 650, las fuerzas árabes habían conquistado Persia, Siria, y Egipto.

### Edad Media

#### Época islámica
Durante los califatos de Omar, Uthman ibn Affan y Ali Ibn Abi Talib, tres de los Califas bien guiados, el territorio bajo autoridad musulmana se amplió considerablemente. Las décadas de guerra entre los imperios persa y bizantino habían debilitado a ambos, que además subestimaron la potencia de sus enemigos, así como a sus excelentes militares y a su superior caballería.
En la batalla de Yarmuk (636), los ejércitos musulmanes conducidos por Khalid ibn al-Walid consiguieron una victoria total sobre los bizantinos, dejando libre el camino para la conquista de Siria y Palestina (634-640) y Egipto (642). Después de derrotar al Imperio sasánida en la batalla de al-Qadisiyya (637), los musulmanes invadieron el imperio, incluyendo Irak. Cinco años después, tras una rebelión durante la batalla de Nahavand, la conquista era total, incluyendo las tierras de Armenia, Transoxiana y el Turquestán chino. La plaga de Justiniano, un brote de peste bubónica que devastó Persia y Roma, pudo haber contribuido al rápido avance musulmán.
A pesar de los éxitos militares, la atmósfera política no estaba en calma. Con Omar asesinado en 644, la elección de Uthman como sucesor tuvo muchos opositores que lo acusaron de nepotismo, favoritismo y de introducir innovaciones religiosas reprensibles, siendo asesinado a su vez en 656. El califato fue asumido por Ali, pero pronto estalló la guerra civil, la llamada primera Fitna, que acabó sin resultados. En 661 Ali fue asesinado por un jariyita, y Muawiya ibn Abi Sufyan, gobernador de Siria con Uthman, se convirtió en Califa tras llegar a un acuerdo con Hasan, el hijo de Ali, instaurando el califato Omeya, y trasladando la capital de Medina a Damasco.

##### Califato Omeya

Califato omeya

El primer califa omeya, Muawiya I, conquistó el norte de África con la ayuda del general Uqba ibn Nafi. En 680 le sucedió su hijo Yazid I, con la oposición de Hussein, segundo hijo de Ali, y de Abd-Allah ibn al-Zubayr, lo que dio lugar a la segunda Fitna. Vencidos ambos, los omeyas prosiguieron gobernando durante setenta años, durante los cuales conquistaron el Magreb (699-705), España (711-716) y la Galia Narbonense (711).
La mayoría de la población de este nuevo imperio no era musulmana, pero las distintas religiones fueron toleradas con algunas restricciones, como la yizia, bajo un régimen legal llamado dhimmah. Las autoridades musulmanas desalentaron a menudo conversiones, pero la mayoría de la población se convirtió al islam, lo que creó tensiones al aumentar el número de musulmanes no árabes, sobre todo en Persia. Las tensiones aumentaron cuando los chiitas se rebelaron contra los omeyas.
Los Omeyas reinaron hasta el año 750, cuando Abu l-Abbas venció a Marwan II, que huyó a Egipto. Todos los omeyas fueron asesinados, excepto Abd al-Rahman, que huyó a Al-Ándalus.

##### Califato abasí

Califato abasí en su momento de mayor extensión

Al-Saffah (750-754), un descendiente de un tío de Mahoma, Abbas, fue nombrado califa pero no consiguió pleno apoyo. A su muerte, su hermano Al-Mansur se hace con el poder por las armas, reinando hasta el 775. Fundador de Bagdad, mejoró la economía, implantó el árabe como idioma oficial y protegió las ciencias y las letras.
Su hijo Al-Mahdi (775-785) continuó con las mejoras iniciadas por su padre, mejorando la industria alimentaria y textil y la calidad de las viviendas. Bizancio invadió Siria, pero fue expulsado. A su muerte volvieron las luchas por la sucesión, siendo nombrado Califa su hijo Harún al-Rashid (786-809), que representa la Edad de Oro del Islam. Convocó la yihad para extender el islam y se rodeó de gran lujo y boato, distanciándose de sus súbditos y haciéndose llamar «la sombra de Alá en la tierra», ostentando la jefatura religiosa y política. Las tareas de gobierno estaban en manos de un gran visir con plenitud de poderes, que presidía un consejo formado por los jefes de los distintos divan o departamentos administrativos.
Tuvo que hacer frente a varias rebeliones: los jariyíes tomaron dos veces Mosul pero fueron sometidos y el califa mandó derribar las murallas que la rodeaban. El emperador bizantino Nicéforo I rehusó pagar tributo, los bereberes se rebelaron en Ifriqiya, Idris fundó un reino independiente en Fez. Sofocadas las revueltas, siguió un renacer cultural y se hicieron traducciones al árabe de textos griegos, persas y siríacos y basándose en esos conocimientos se realizaron grandes avances científicos. Se desarrolló la filosofía islámica, codificándose la Sharia y fundándose las cuatro Madhab. El mayor logro fue la compilación canónica de los hadices de Sahih Al-Bujari. También alcanzaron gran auge la industria y el comercio.
A su muerte sus hijos se enzarzaron en una nueva guerra civil, que se prolongó hasta el 819, quedando vencedor Al-Mamun, que reinó hasta el 833.
A los problemas políticos hubo de sumar el descontento de una población oprimida por los impuestos y los problemas entre grupos religiosos, que terminaron por debilitar al ejército. Al-Mutasim (833-842) solucionó este último aspecto creando un ejército privado con mercenarios turcos, que a la larga se convirtieron en emires prácticamente independientes del califa, al que se limitaban a enviar parte de sus recaudaciones.

##### Califato Fatimí

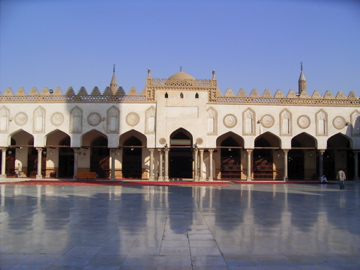
Universidad al Azhar (El Cairo), fundada durante el reinado de al-Aziz.

Los fatimíes eran los descendientes de Fátima az-Zahra, la hija de Mahoma, y pertenecían a la rama chií. Conquistaron Egipto en el 922, y trasladaron la capital a El Cairo, ampliando sus conquistas al Levante y el norte de África, aunque quedaron abbasíes en Bagdad.
Los gobernantes eran nombrados por sus méritos, lo que eliminó las luchas dinásticas y las intrigas palaciegas. Este reconocimiento de los méritos personales iba unido a una gran tolerancia hacia otros, como los sunníes, que podían alcanzar altos cargos, y hacia los no musulmanes, judíos y cristianos.
El mejor de sus califas fue Abu Mansur Nizar al-Aziz Billah, que amplió sus dominios hasta Alepo, lo que provocó conflictos con el Imperio bizantino. Su hijo, al-Hákim enloqueció, dictó normas arbitrarias que consiguieron enfrentarle con sus ministros, se formaron facciones en el ejército y acabó con la tolerancia religiosa: destruyó la iglesia del Santo Sepulcro, que fue el motivo alegado para las invasiones europeas.
La crisis se acentuó bajo sus sucesores, con rebeliones por toda la franja palestina debidas a hambrunas y epidemias, aunque mejoraron las relaciones con los bizantinos que financiaron la reconstrucción del Santo Sepulcro y enviaron trigo para paliar el hambre. Los turcos que formaban parte del ejército expoliaron el país.

##### Imperio Selyúcida

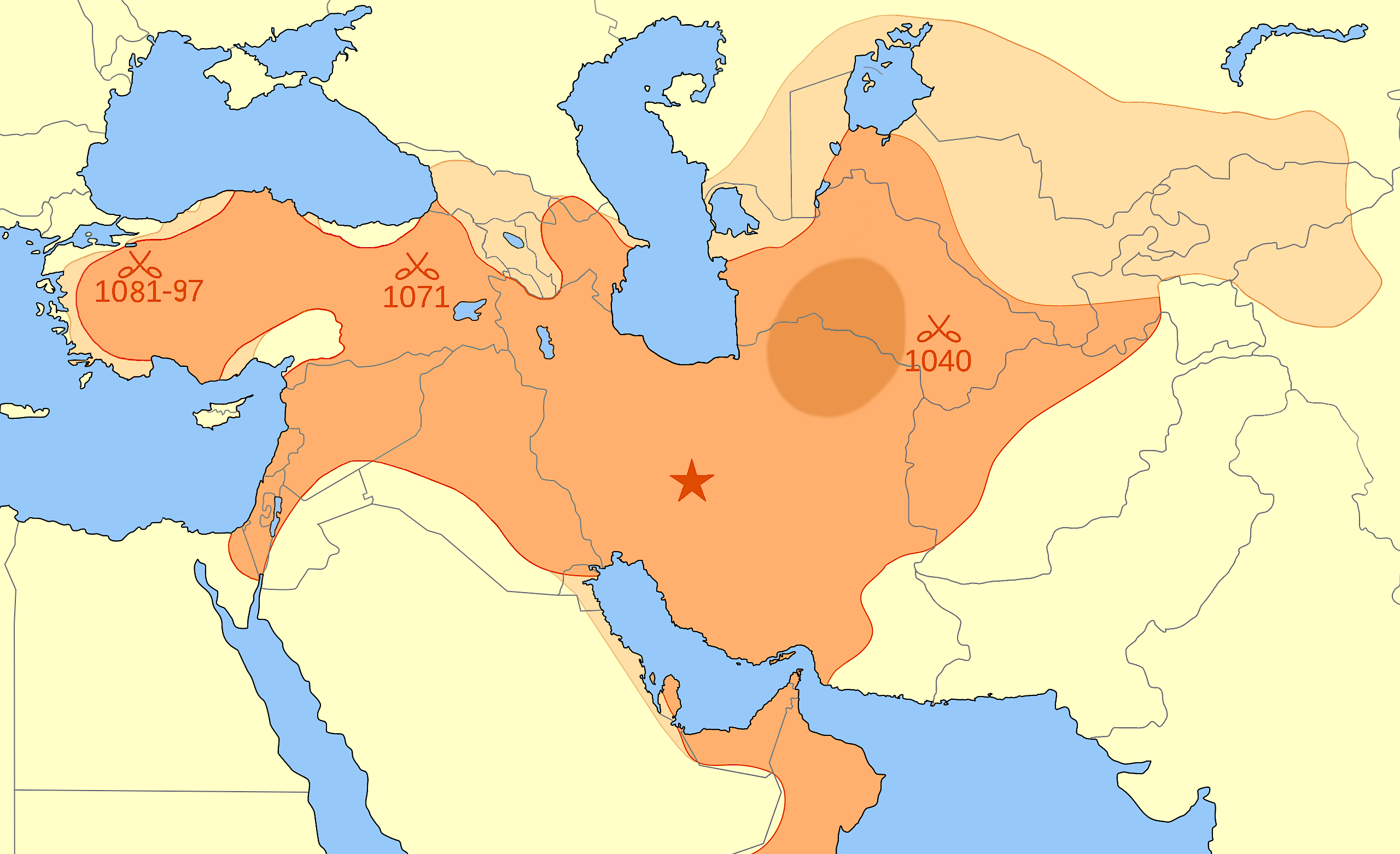
Imperio selyúcida

En 1055 los selyúcidas, pueblo asentado en Irán, tomaron Bagdad, y continuaron avanzando, conquistando territorios tanto a los bizantinos como a los musulmanes. Gobernaron sobre Transoxiana, Kermán, Jerusalén, Damasco y Asia Menor.
Disponían de un poderoso ejército, en el que había tanto selyúcidas como mamelucos, y una administración civil eficaz, presidida por el Diván, que gobernaba el imperio subdividido en provincias. Renovaron el sunnismo y crearon las madrazas, escuelas que vigilaban la pureza del Islam.
En 1099, tropas europeas invadieron el Levante, estableciendo el reino de Jerusalén, el condado de Trípoli y el principado de Antioquía, expulsando a los selyúcidas y arrinconando a los Fatimíes en Egipto.

#### Las cruzadas

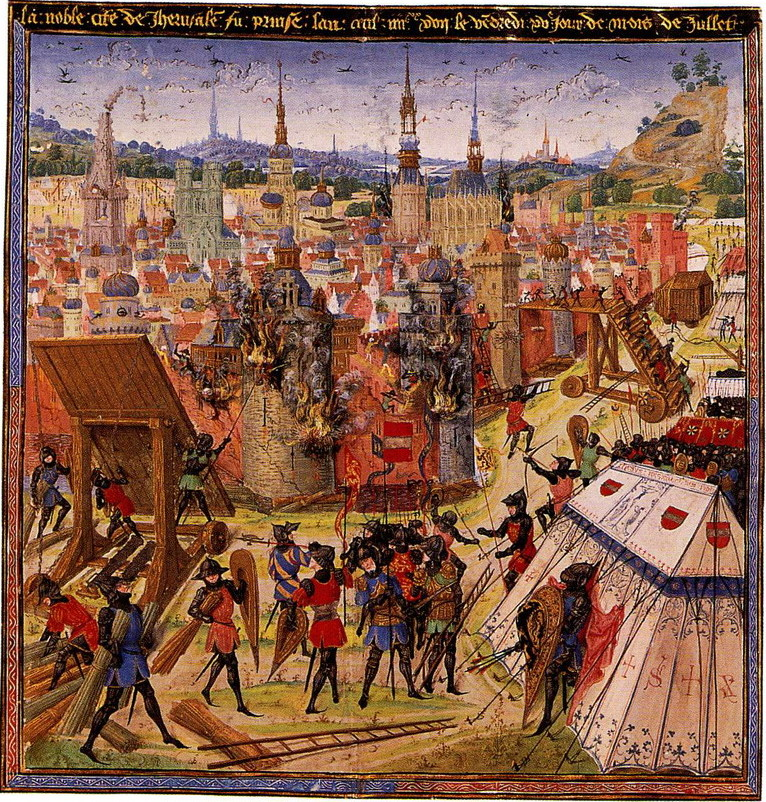
Captura de Jerusalén por los cruzados

Hubo ocho cruzadas desde el siglo XI hasta el XIV. Fueron una serie de campañas militares realizadas a petición del papado, que tuvieron lugar entre los siglos XI y XIII, contra los sarracenos (musulmanes) para la conquista de Tierra Santa. Se emprendían como cumplimiento de un voto, y el nombre de cruzados se debe a la cruz que llevaban sus miembros como insignia en las ropas, aunque los musulmanes los llamaron francos, debido al gran número de franceses entre sus filas.
Bajo el pretexto religioso estaban los intereses expansionistas de la nobleza feudal, el control del comercio con Asia y el afán hegemónico del papado sobre las monarquías y las iglesias de Oriente,[cita requerida] aunque se declararan con principio y objeto de recuperar Tierra Santa para los peregrinos.
Después de pronunciar un voto solemne, cada guerrero recibía una cruz de las manos del Papa o de su legado, y era desde ese momento considerado como un soldado de la Iglesia. A los cruzados también se les concedían indulgencias y privilegios temporales, tales como exención de la jurisdicción civil, inviolabilidad de personas o tierras, etc.
Las causas directas de esta intervención fue la llamada de auxilio que Alejo Comneno hizo a Urbano II, ya que veía Bizancio amenazado por el avance turco, y la excusa fue la destrucción de la iglesia del Santo Sepulcro en tiempos de al-Hákim. Las Cruzadas, proyectadas por la cristiandad occidental para salvar a la cristiandad oriental de los musulmanes fracasaron en su objetivo: cuando finalizó la última, la vanguardia turca estaba frente a Venecia.
Primera cruzada (1096-1099)

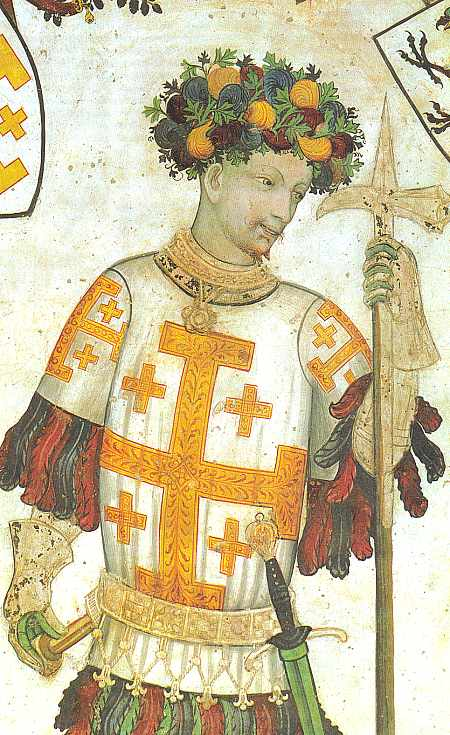
Godofredo de Bouillón

Fue llamada Cruzada de los príncipes, por estar formada por contingentes armados, procedentes principalmente de Francia, Países Bajos y el reino normando de Sicilia, bajo el mando de segundones de la nobleza como Godofredo de Bouillón, Raimundo de Tolosa y Bohemundo de Tarento.
Llegó hasta Jerusalén, en medio de matanzas indiscriminadas. Los cruzados fundaron el Reino de Jerusalén (dirigido inicialmente por Godofredo de Bouillón, el principado de Antioquía y los condados de Edesa (actual Urfa, en Turquía) y Trípoli (en el actual Líbano).
Los dos primeros reyes de Jerusalén, Balduino I y Balduino II extendieron el reino a toda la tierra entre el Mediterráneo y el Jordán, y se integraron en un cambiante sistema de alianzas locales entre reinos cristianos y musulmanes indistintamente.
Segunda cruzada (1145)

División política en el año 1135

Los predicadores musulmanes predicaban la guerra santa contra los cristianos, hasta que el gobernador de Mosul, Zengi, conquistó Edesa en 1144. Como respuesta, se puso en marcha la segunda Cruzada, a la que asistieron el rey de Francia y el emperador de Alemania. La cruzada fue un fracaso, ya que atacó a Damasco, aliado del reino de Jerusalén, en lugar de intentar la reconquista de Edesa. Tras unos días de asedio, regresaron a Europa.
Nur al-Din, sucesor de Zengi, tomó Damasco y prácticamente cercó los reinos francos.

##### Sultanato ayubí

El sultanato ayubí hacia el 1189

Balduino III atacó a los fatimíes en Egipto, por lo que Nur al-Din envió a Saladino a ayudarlos. La debilidad de la dinastía era tal que Saladino se convirtió en el gobernador de Egipto, aunque bajo la soberanía de Nur al-Din hasta la muerte de este, cuando se proclamó sultán y unificó todos los territorios musulmanes desde Egipto hasta Siria, manteniendo cercado al Reino de Jerusalén. Los ataques de los templarios a distintas ciudades sarracenas y a los peregrinos a La Meca provocó la respuesta de Saladino, que se enfrentó a los templarios y hospitalarios el 4 de julio de 1187 en los Cuernos de Hattin, derrotándolos y tomando a continuación Jerusalén, obligando a sus habitantes a pagar un rescate por su libertad.
Tercera Cruzada
La toma de Jerusalén conmocionó a Europa y el papa Gregorio VIII convocó una nueva cruzada. En esta participaron Ricardo I de Inglaterra, Felipe II de Francia y el emperador Federico I Barbarroja. Este último murió en Siria y su ejército continuó sin él hacia Palestina.
Los ejércitos inglés y francés llegaron por mar y tomaron Acre el 13 de julio de 1191, tras lo cual Ricardo realizó una matanza de varios miles de prisioneros que le valió el nombre de Corazón de León.
Felipe II regresó a Francia, dejando a Ricardo al mando de la cruzada, que, con el ejército diezmado, firmó una tregua con Saladino que permitía el libre acceso de los peregrinos desarmados a la Ciudad Santa (1193).
Otras cruzadas
Tras la tregua firmada y la muerte de Saladino en 1193, se mantuvo una paz en la zona, en la que los estados cristianos mantuvieron relaciones comercales con las ciudades italianas.
Inocencio III convocó otra cruzada (la quinta) que partió en 1218 para conquistar Egipto. Tras el éxito inicial de la conquista de Damieta en la desembocadura del Nilo, que aseguraba la supervivencia de los estados francos, los cruzados intentaron atacar El Cairo, fracasando y debiendo abandonar en 1221.
Federico II Hohenstaufen organizó una cruzada en 1228 sin el permiso papal. Recuperó Jerusalén, Belén y Nazaret mediante un acuerdo diplomático y se autoproclamó rey de Jerusalén en 1229.
En 1291 los cruzados ya no eran capaces de establecer una presencia permanente en el área, principalmente porque no podían atraer aventureros europeos una vez pasó el impulso inicial de la idea de Cruzada.

#### Los mamelucos

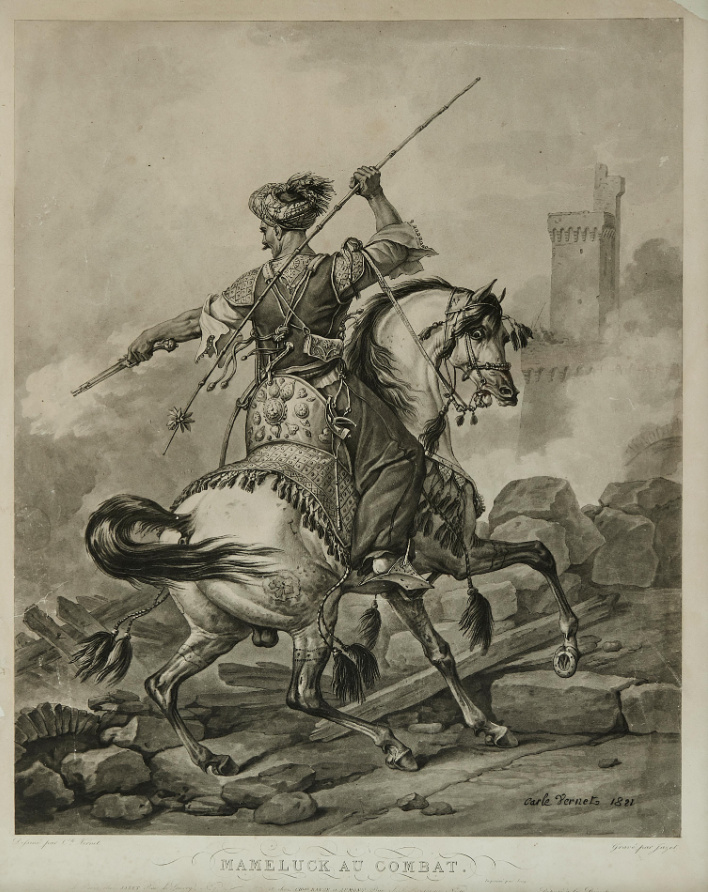
Mameluco

Los mamelucos eran esclavos turcos de origen eslavo, que ejercieron como soldados a las órdenes de los distintos califas musulmanes. En 1250 constituyeron un sultanato en Oriente Medio que se extendió por Egipto, Palestina, Siria y las costas del mar Rojo hasta 1517.
Su igual procedencia, lengua, condición militar y su prestigio en el arte de la guerra los convirtió en un poder en sí mismo que no tardó en formar su propio sultanato, instalado en Egipto. Hubo un total de 54 sultanes, la mitad de ellos bahríes (turcos) (1250-1382) y la otra mitad burÿíes de origen caucasiano (1382-1517). El primer sultán fue Saif ad-Din Kutuz, que venció a las tropas de Luis IX en 1254 y a los mongoles, que habían conquistado Bagdad en 1258, a los que derrotó en Kitbuga el 3 de septiembre de 1260.
El régimen mameluco alimentaba las intrigas y los complots, ya que cada sultán que llegaba al poder lo hacía ayudado por su clan y apartaba de sus cargos a los hombres de confianza de su predecesor. De los cuarenta y cinco sultanes del periodo mameluco, veintidós accedieron al poder por métodos violentos.
Reconquistaron Siria, protegieron Egipto y Palestina del Imperio mongol, y expulsaron a los cruzados cristianos. No persiguieron a las iglesias coptas ni a las comunidades judías, aunque fueron guardianes del islam custodiando las ciudades santas de La Meca y Medina. El final de la dinastía llegó con la derrota en 1517 ante Selim I, sultán del Imperio otomano, pero la decadencia comenzó con anterioridad por la pérdida del control del tráfico comercial con Asia como consecuencia de las nuevas rutas establecidas por Portugal y España a través del Cabo de Buena Esperanza. Los mamelucos quedaron relegados al puesto de bey como gobernadores en nombre de los turcos, aunque nuevamente irían recuperando su importancia y controlaban oficiosamente Egipto en la época de la conquista de Napoleón, en 1798.

### Edad Moderna

El Imperio otomano en 1683

#### Época otomana
En el siglo XV, surgió un nuevo poder en Anatolia, los emires otomanos, que en 1453 conquistaron la capital bizantina de Constantinopla y se proclamaron sultanes. Los mamelucos los mantuvieron fuera del Oriente Próximo durante un siglo, pero en 1514 Selim el Severo comenzó la conquista sistemática de la región. Irak fue ocupado en 1515, Siria en 1516 y Egipto en 1517, extinguiendo la línea mameluca. Los otomanos unieron la región entera bajo un rey por primera vez desde el reinado de los califas abbasíes del siglo X, y mantuvieron el control durante cuatrocientos años.
También conquistaron Grecia, los Balcanes, y la mayor parte de Hungría, fijando la nueva frontera entre el este y el oeste en el norte del Danubio. Pero en el oeste de Europa el crecimiento demográfico, económicamente y cultural era grande, con la nueva abundancia de las Américas cuyas riquezas ponían las bases para el crecimiento del capitalismo y de la revolución industrial. En el siglo XVII, Europa había alcanzado al mundo musulmán en abundancia, población y, más importante, en tecnología.
Antes de 1700, los otomanos habían sido contenidos fuera de Hungría y el equilibrio de poder a lo largo de la frontera había favorecido al oeste. Aunque algunas áreas otomanas de Europa, como Albania y Bosnia, tuvieron muchas conversiones al islam, la zona nunca fue absorbida del todo dentro de la cultura musulmana. Entre 1700 y 1918, los otomanos se retiraron constantemente, y en el siglo XIX, Grecia, Serbia, Rumania, y Bulgaria consiguieron su independencia, y en las guerras balcánicas de 1912-13 los otomanos fueron expulsados de Europa a excepción de la ciudad de Constantinopla y su entorno.

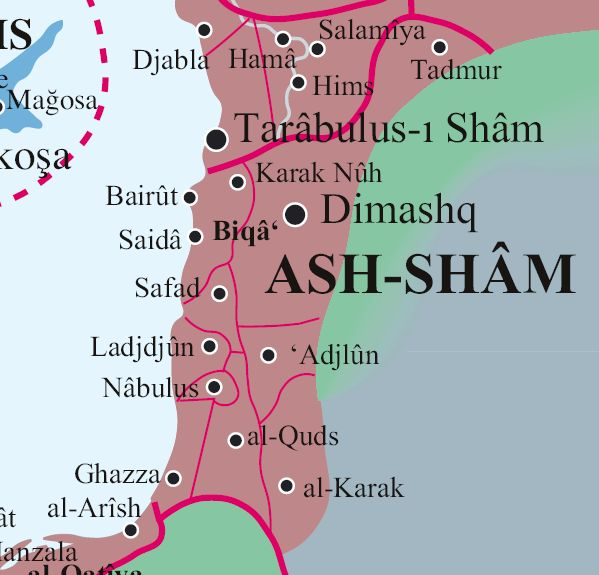
Valiato de Ash-Sham (o el Vilayet de Damasco), con su mutaserifados.

El proyecto otomano era crear un imperio en el cual se integrarían mongoles, musulmanes y cristianos. Para ello se animó al patriarca ortodoxo griego, al católico armenio (1461) y al rabino judío para que se establecieran en Estambul, y se les permitió convertirse en jefes tanto civiles como religiosos de sus seguidores, constituidos en comunidades autónomas y autónomas llamadas millet, que fueron las unidades de gobierno básico de las comunidades no musulmanas dentro del Imperio. El jefe de la millet era elegido por el sultán y los siguientes, por la comunidad. Para evitar la desintegración del imperio se estableció el principio de indivisibilidad de poder, con todos los miembros de la clase dirigente sujetos a la voluntad del pachá.

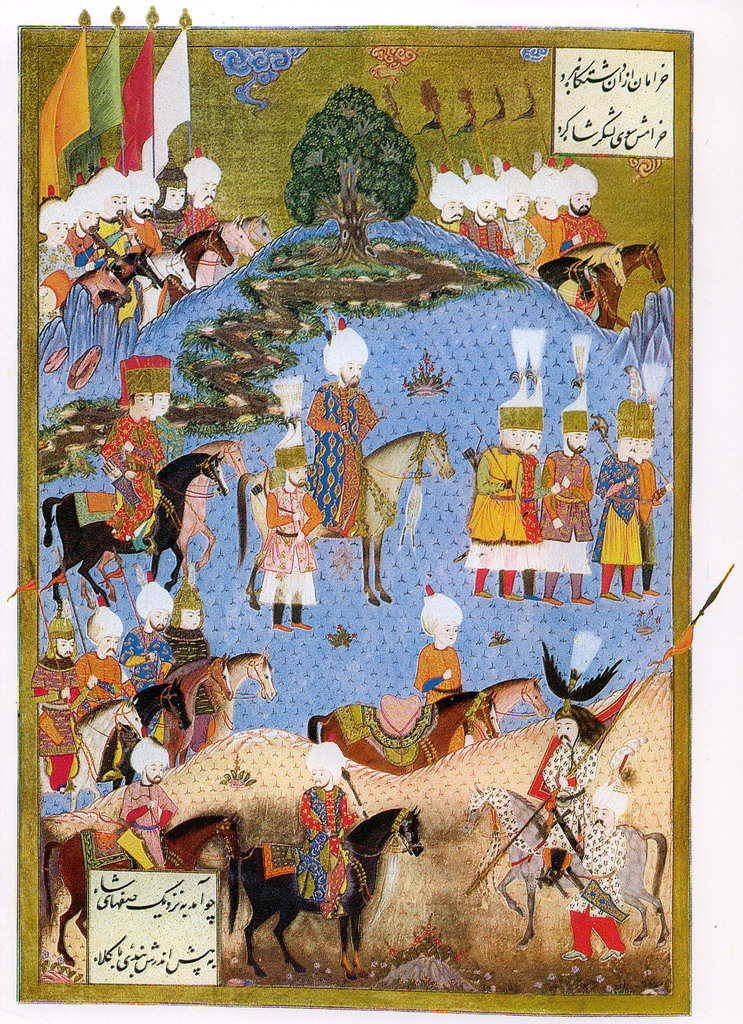
Suleiman atacando Persia

La decadencia otomana comenzó después de la muerte de Suleiman el Magnífico en 1566: la administración otomana basada en la promoción de los esclavos con talento, se fragmentó en familias que se implicaban en los negocios más lucrativos y el cuerpo de los jenízaros empezó a intervenir directamente en la política. La crisis tuvo dos vertientes:
- Militar, ya que los jenízaros se negaban a adoptar las nuevas armas y técnicas: cuando las guerras pasaron de ser victoria y botín para convertirse en derrotas y pérdidas territoriales, se desmoralizaron y se negaron a luchar. Pero a pesar de su ineptitud militar los jenízaros se hicieron cada día más fuertes en política, para prevenir que ningún gobernante les quitara los privilegios.

- Administrativa, caracterizada por el paso de un sistema basado en el mérito a otro sistema de sobornos y mecenazgo. La inflación, y las guerras trocaron el superávit de las arcas públicas por un déficit año tras año, por lo que los sultanes y sus ministros empezaron a pedir «regalos» a los que buscaban un puesto en la administración, independientemente de sus méritos. Los compradores se dedicaban a conseguir beneficios, subiendo los impuestos todo lo que podían.

El vasto territorio perteneciente al Imperio otomano no podía ser controlado con eficiencia por el Gobierno central y la debilidad de este llevó a la pérdida de control de la mayoría de las provincias a manos de los gobernantes locales, que asumieron el control más o menos permanente durante largos períodos. Estos jefes locales ejercían un poder casi completo en sus territorios, recaudando los impuestos locales para sí mismos y enviando solo tributos simbólicos al Gobierno central.
La debilidad del Imperio condujo a invasiones europeas: en 1798 Napoleón invadió Egipto, que también fue ocupado por los británicos en 1882, aunque permanecía bajo soberanía nominal del otomano. También establecieron su control sobre golfo Pérsico, y Francia amplió su influencia en Líbano y Siria. En 1912 los italianos conquistaron Libia y las islas del Dodecaneso.

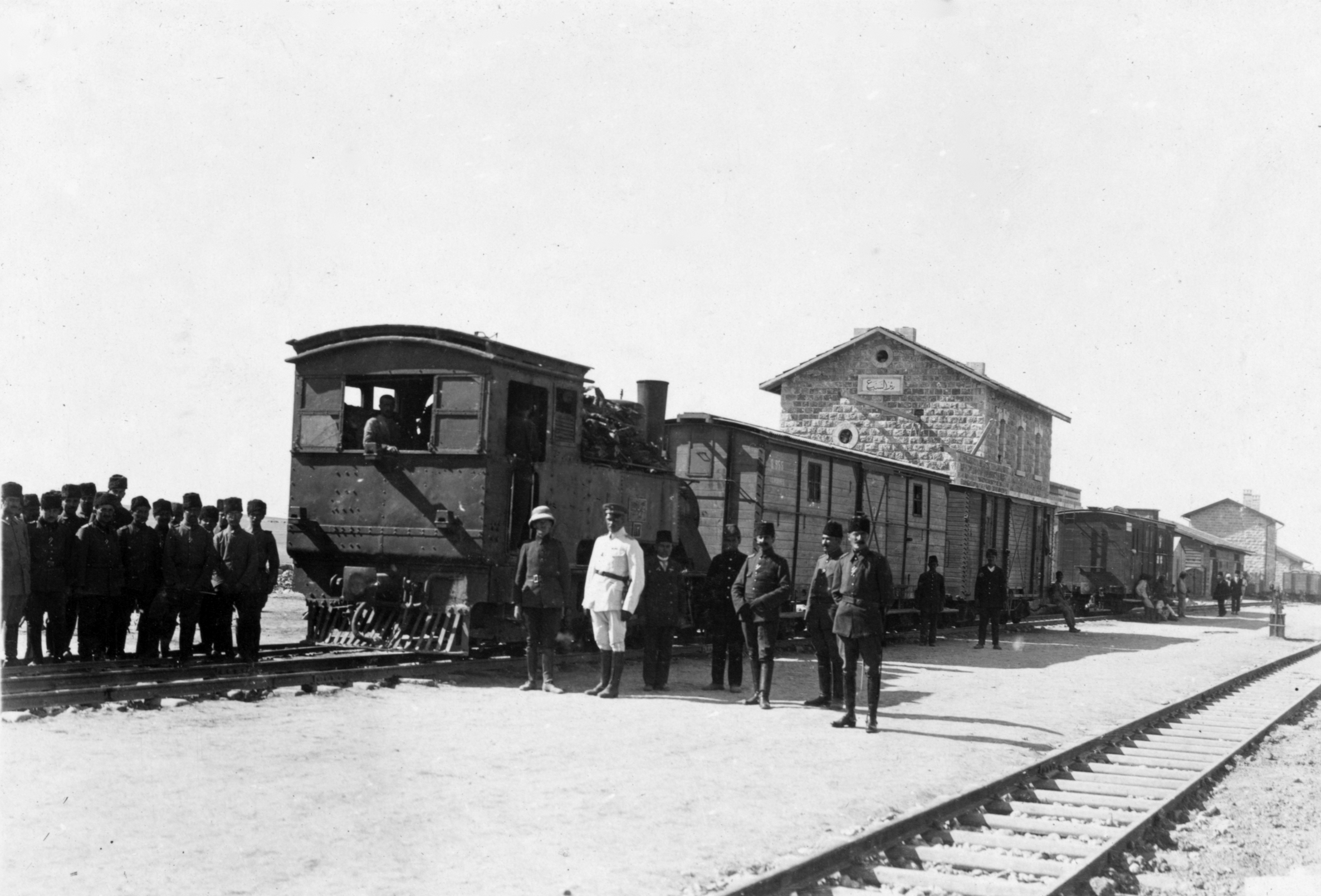
Llegada del ferrocarril a Beerseba en 1917

A finales del siglo XIX y principios del XX, los distintos regentes del Levante intentaron modernizar sus estados para competir más con eficacia con los europeos. Mehemet Ali en Egipto, el Sultán Abdul Hamid II en Turquía y los autores de la revolución de 1906 en Persia intentaron importar el modelo occidental de gobierno constitucional, la ley civil, la educación secular y el desarrollo industrial en sus países. En toda la región se construyeron ferrocarriles y telégrafos y se abrieron escuelas y universidades, emergiendo una nueva clase social formada por oficiales del ejército, abogados, profesores y administradores desafiando la dirección tradicional de los eruditos islámicos.
Desafortunadamente, en todos estos casos el dinero necesario para las reformas fue pedido prestado a Occidente, y la deuda condujo a la bancarrota e incluso a una mayor dominación occidental que desacreditó a los reformadores. Egipto, por ejemplo, cayó bajo control británico durante el gobierno de Ismail Pasha (1882) porque los proyectos de Mehmet Alí y sus sucesores quebraron el estado. Además, la occidentalización del mundo islámico creó ejércitos profesionales conducidos por oficiales dispuestos a tomar el poder para sí mismos, un problema que se ha mantenido desde entonces. Hubo también un problema que afecta todas los regímenes absolutos que se reforman: están preparados para considerar todas las reformas excepto recortar su propio poder. Abdul Hamid, se volvió más autocrático mientras intentaba imponer reformas constitucionales.

### Mandatos europeos

Bandera del Mandato inglés

Durante la Primera Guerra Mundial los británicos emprendieron la campaña del Sinaí y de Palestina bajo el mando de Edmund Allenby. Al mismo tiempo el oficial Thomas Edward Lawrence («Lawrence de Arabia») azuzaba la rebelión árabe contra Turquía, prometiendo en nombre de Gran Bretaña un estado árabe. Las fuerzas turcas fueron derrotadas en 1917, y Palestina y Siria ocupadas. La región permaneció bajo administración militar británica el resto de la guerra.
La administración británica acabó con la hambruna con la ayuda de los suministros de alimentos de Egipto, luchó con éxito contra las epidemias de tifus y de cólera y mejoró perceptiblemente el abastecimiento de agua a Jerusalén. Redujeron la corrupción subiendo el sueldo a los árabes y a los jueces. Las comunicaciones mejoraron gracias a las nuevas líneas de ferrocarril y telégrafo.

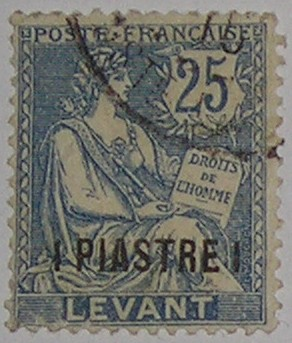
Sello francés usado en el Levante entre 1902 y 1920

Cuando el imperio otomano fue derrotado en 1918, la población árabe percibió como traición la actuación de los británicos: los gobiernos británico y francés habían firmado un tratado secreto (acuerdos Sykes-Picot) para repartir el Oriente Medio entre ellos y, además, los británicos prometieron con la declaración Balfour al movimiento sionista su ayuda para crear una patria judía en Palestina. Cuando salieron los otomanos, los árabes proclamaron un estado independiente en Damasco, pero eran demasiado débiles militar y económicamente para resistir a las potencias europeas, y Gran Bretaña y Francia pronto establecieron su control y cambiaron el Oriente Medio a su satisfacción.[cita requerida]
La Sociedad de Naciones aprobó el Mandato inglés sobre Palestina en 1922, y el francés sobre Siria en 1923; aunque el artículo 22 del Convenio de la Sociedad de Naciones hacía referencia a los derechos de la población autóctona, en los documentos posteriores se ignoraron los derechos políticos de los árabes aunque constituían el 90 por ciento de la población; los pactos se referían a ellos como comunidades no-judías, no reconociéndoles derechos políticos ni siquiera la nacionalidad. En contraste, el texto incluyó seis artículos (2, 4, 6, 7, 11 y 22) con las obligaciones para que la administración fomente y apoye un "hogar nacional" para el pueblo judío. Al mismo tiempo se reconocía a la Agencia Judía, que tenía representación diplomática ante la comisión permanente de la Sociedad de Naciones en Ginebra, mientras que los árabes del mandato eran representados por sus administradores ingleses.
Las sublevaciones eran continuas:

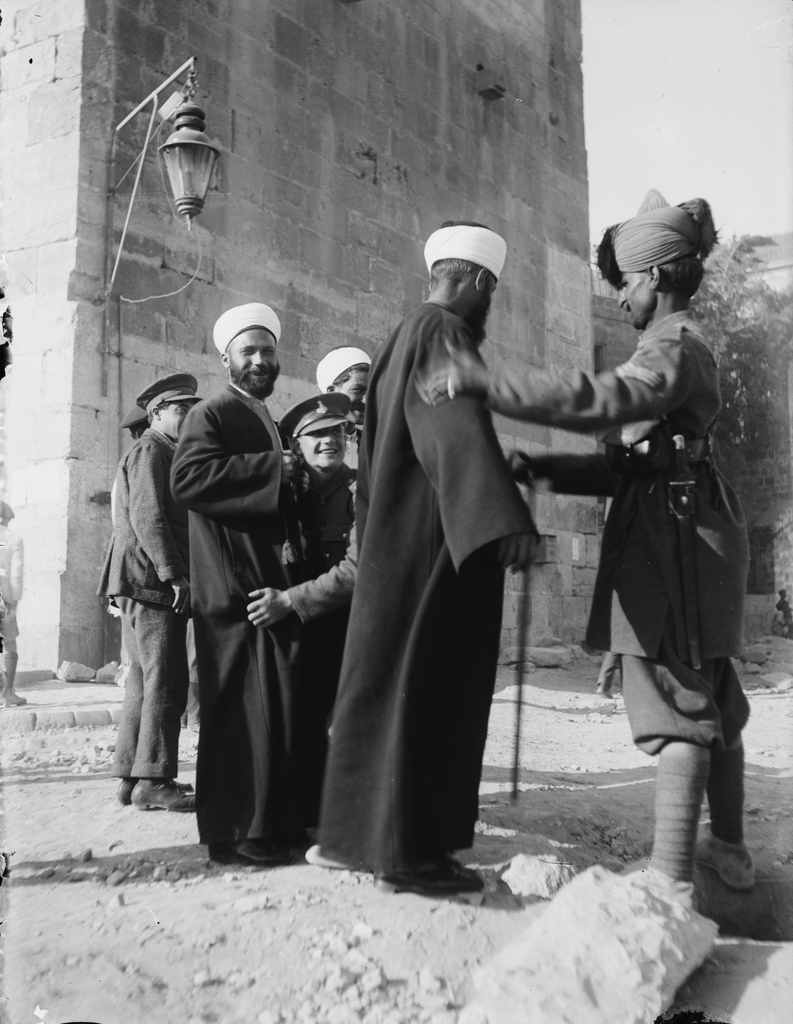
Control de la policía inglesa en Jerusalén durante los disturbios de abril de 1920

- En 1919, Saad Zaghloul orquestó en Egipto la llamada primera revolución. A pesar de ser no violenta, fue duramente reprimida por el ejército inglés.
- En 1920 se sublevaron los sirios siendo derrotados por los franceses en la batalla de Maysalun y el mismo año las fuerzas iraquíes fueron derrotadas por los británicos cuando se rebelaron.
- En 1932 Irak era ya independiente, y Siria, Líbano y Transjordania tenían parlamentos nacionales, los oficiales del gobierno eran árabes incluidos los ministros, y el poder estaba en sus manos. En otros países árabes las estructuras estatales eran indígenas, excepto en Libia y Argelia, que, como Palestina, se gobernaban como colonias.
- En 1924 se creó el reino independiente de Egipto. Aunque se declaró neutral durante la Segunda Guerra Mundial, El Cairo se convirtió en una base militar importante para las fuerzas británicas y el país fue ocupado de nuevo, invocando un tratado de 1936 según el cual el Reino Unido tenía derecho a colocar tropas en suelo egipcio para proteger el canal de Suez.
- En 1941 Rashid Ali al-Gaylani dio un golpe de Estado golpe en Irak que condujo a la invasión británica del país, la guerra anglo-iraquí. La invasión británica de Irak fue seguida por la invasión aliada de Siria y Líbano, y la de Irán por ingleses desde el sur y soviéticos desde el norte.

En Palestina el conflicto entre el nacionalismo árabe y el sionismo se decantó a favor del último debido a la urgencia creada por la persecución de Adolf Hitler en la búsqueda sionista para inmigrar a Palestina y crear un estado judío allí. Un estado palestino era también una alternativa atractiva para los pobladores sometidos al colonialismo británico y francés.

### Independencia
Los británicos, franceses y soviéticos abandonaron Oriente Medio durante y después de la Segunda Guerra Mundial:
- 17 de octubre de 1941: abandonan Irán las fuerzas del Reino Unido y de la Unión Soviética.
- 8 de noviembre de 1943: se libera Líbano.
- 1 de enero de 1944: los franceses salen de Siria.
- 22 de mayo de 1946: acaba el mandato británico sobre Jordania.
- 1947: se retiran las fuerzas del Reino Unido de Irak.
- 1947: las fuerzas británicas liberan Egipto, excepto el área del Canal de Suez.

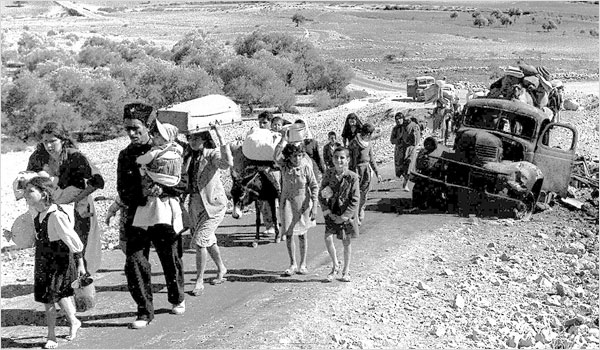
Refugiados durante la guerra de 1948

La lucha en Palestina entre los árabes y los judíos culminó en 1947, cuando las Naciones Unidas planearon repartir Palestina. Este plan procuró crear un estado árabe y uno judío entre el río Jordán y el mar Mediterráneo. Mientras que los líderes judíos lo aceptaron, los árabes rechazaron este plan.
El 14 de mayo de 1948, cuando expiró el Mandato británico de Palestina, la dirección sionista declaró el estado de Israel. En la guerra árabe-israelí que siguió inmediatamente, los ejércitos de Egipto, Siria, Jordania, Líbano, Irak y Arabia Saudita intervinieron y fueron derrotados por Israel. Unos 600 000 judíos abandonaron los países árabes hacia Israel, y cerca de 700 000 árabes abandonaron el territorio de Israel y se refugiaron en los países árabes vecinos. En 1948 la ONU reconoció el derecho al retorno de los refugiados palestinos y creó la Agencia de las Naciones Unidas para los Refugiados Palestinos.

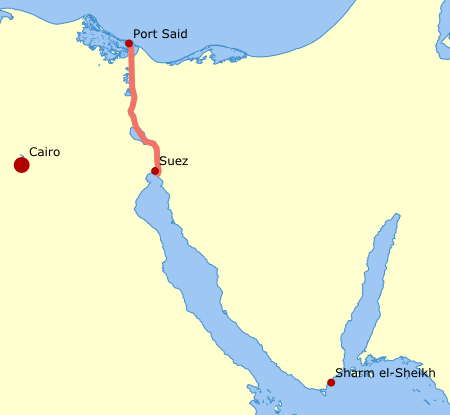
Canal de Suez

En 1956 Egipto nacionalizó el canal de Suez, lo que provocó la invasión por parte de Inglaterra y Francia, principales accionistas hasta entonces. Israel apoyó el ataque, pero la ONU llamó a los agresores a retirarse bajo la amenaza de intervención de la Unión Soviética. La nacionalización del canal proporcionó los ingresos necesarios para la construcción de la presa alta de Asuán, antes de la cual se trasladaron varios monumentos antiguos de Egipto.
En 1958 Egipto y Siria forman la República Árabe Unida, que se disuelve en 1961, aunque Egipto siguió utilizando el nombre hasta 1971.
En 1967 tuvo lugar la guerra de los Seis Días, en la cual Israel derrotó a la coalición árabe formada por Egipto, Jordania, Irak y Siria. Como resultado, Israel arrebató a Jordania Jerusalén Este y Cisjordania, a Siria los Altos del Golán y a Egipto la península del Sinaí y la Franja de Gaza. Egipto y Siria intentaron recuperar sus territorios en 1973, durante la llamada guerra de Yom Kipur o del Ramadán, sin conseguirlo. En 1975 Israel restituyó el Sinaí a Egipto, a cambio del reconocimiento de este y de un tratado de paz.

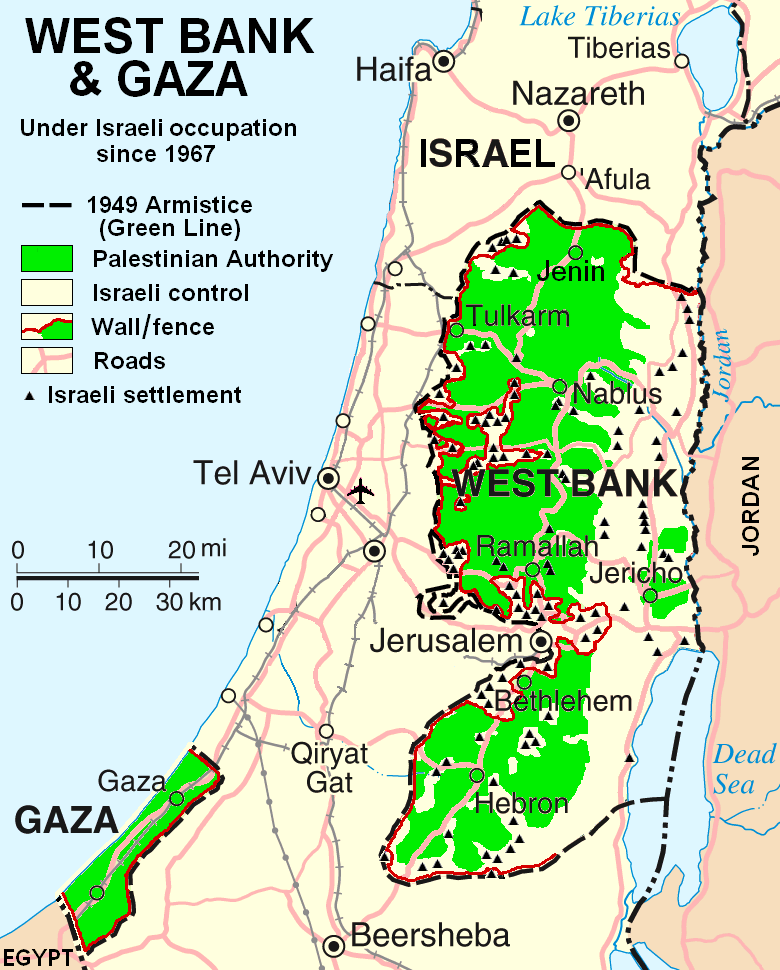
Territorios autónomos palestinos

El Líbano se mantuvo en paz hasta los años 70, como centro financiero de Oriente Próximo. Entre 1975 y 1980 sufrió una guerra civil, por el ingreso de grupos extremistas de Siria, e Israel invadió el sur del país en 1982 para sofocar las milicias palestinas, retirándose en 1985. La Revolución de los Cedros en 2005 buscó la independencia del país de la influencia siria, pero la permanencia de guerrillas palestinas provocó que el ejército israelí bombardeara el país en 2006. La ONU envió una fuerza de pacificación ese mismo año.
Por su parte, los palestinos exiliados a otros países, formaron la Organización para la Liberación de Palestina, que desató una guerra en forma de ataques terroristas, primero desde campos de refugiados en Jordania hasta su expulsión y luego desde el sur de Líbano. Los palestinos que permanecieron en Israel desataron la Intifada, que duró desde 1987 hasta que se firmaron los acuerdos de Oslo en 1994 y se creó la Autoridad Nacional Palestina, a la que el gobierno israelí ha concedido autonomía en Gaza y Cisjordania en 2005.